# Louisa Hutton

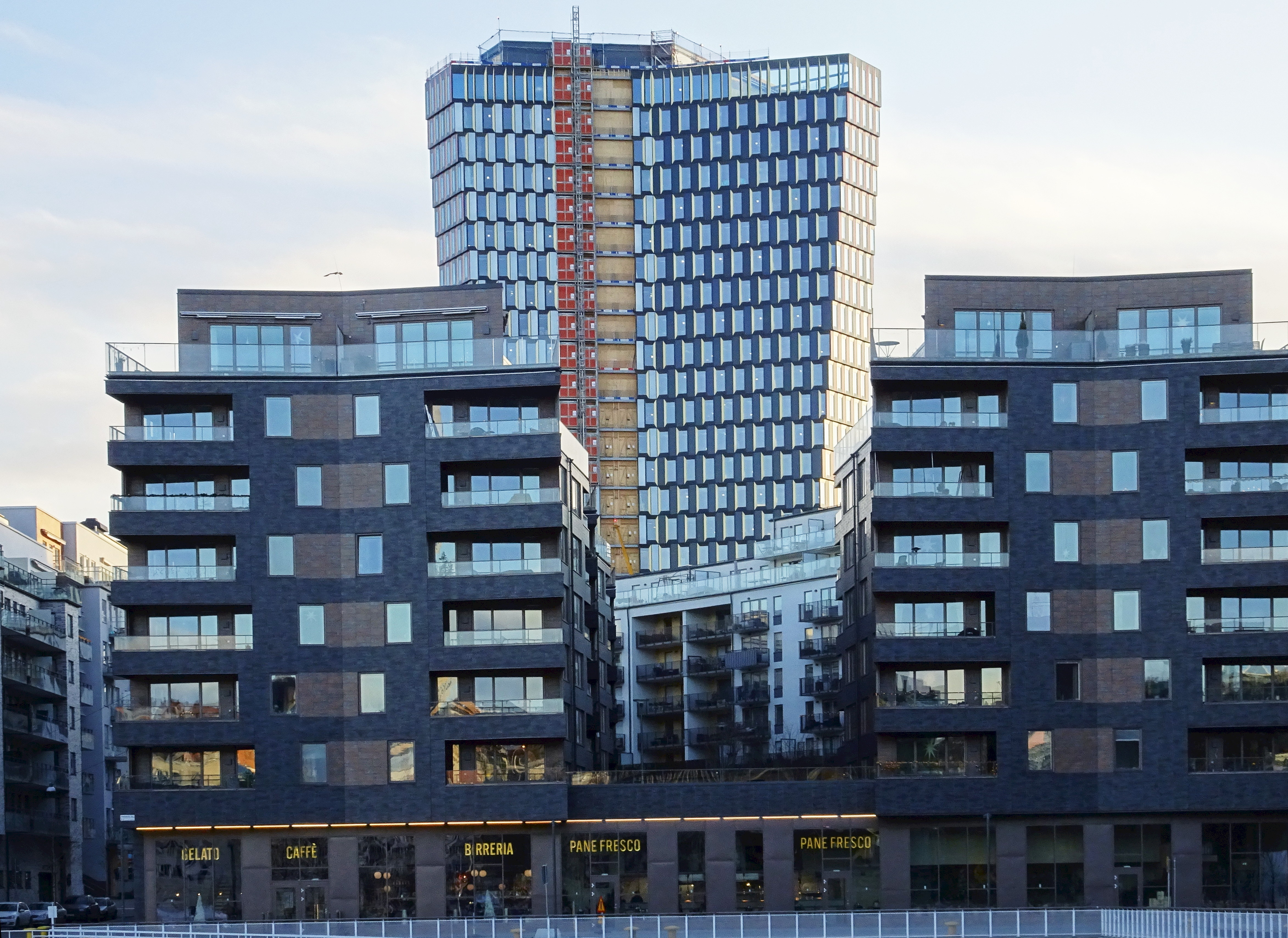
Stockholm 01 i Hammarby sjöstad i Stockholm

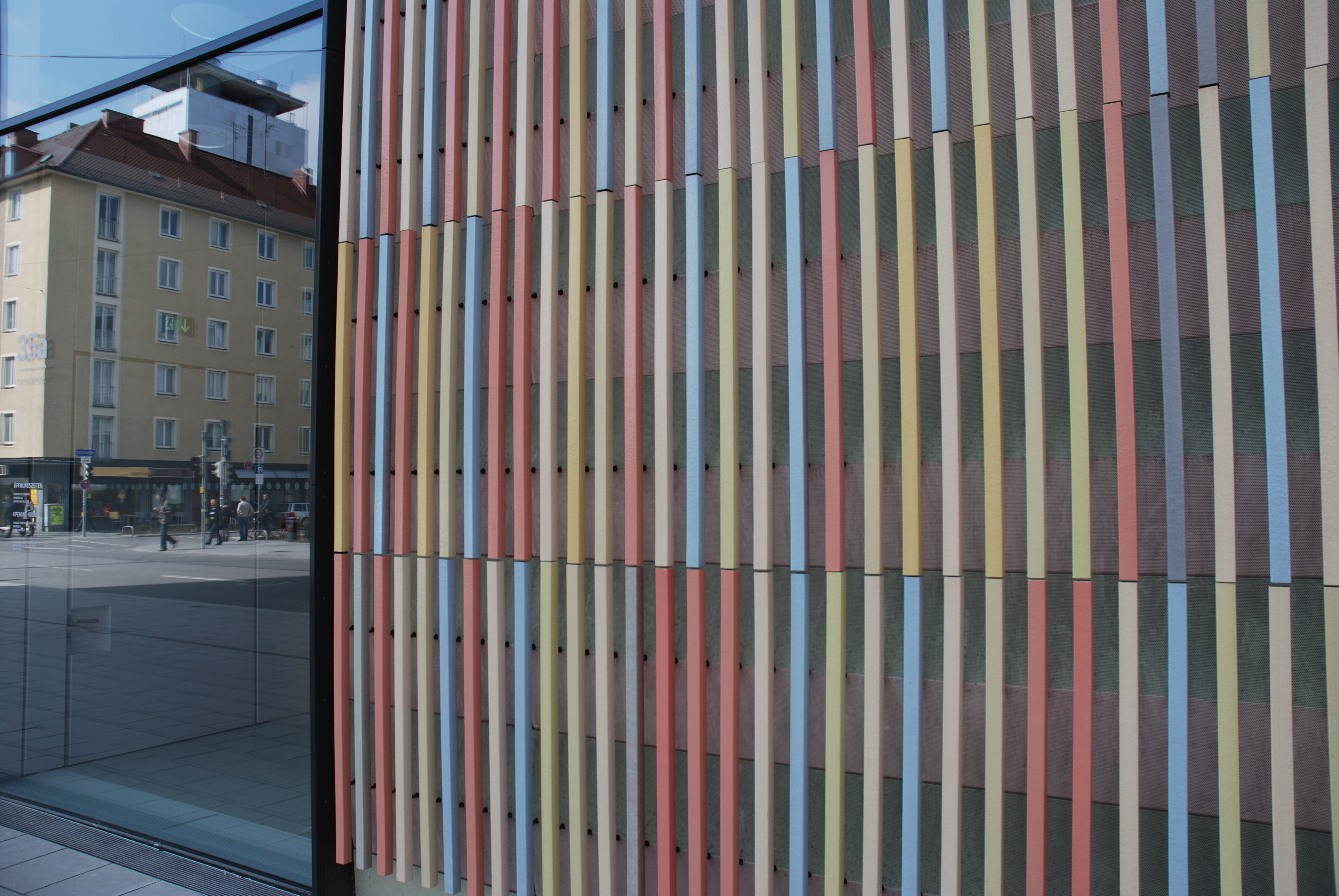
Fasadelement på Museum Brandhorst i München

Louisa Hutton, född 1957 i Norwich i Storbritannien, är en brittisk-tysk arkitekt.
Louisa Hutton studerade först på Bristol University 1976–1980 och utbildade sig därefter till arkitekt 1981–1985 på Architectural Association School of Architecture i London. Hon har arbetat på Allison & Peter Smithson arkitektkontor i London 1984–1988 och sedan dess på arkitektkontoret Sauerbruch Hutton i Berlin, som hon grundade 1989 tillsammans med maken Matthias Sauerbruch. Hon är sedan 2008 tillsammans med maken Visiting Professor på Harvard Graduate School of Design i Cambridge i Massachusetts, USA.
Arkitektparet Sauerbruch och Hutton har gjort sig kända för en iögonenfallande färgsättning av fasaderna på sina byggnader. Firmans genombrott var kontorshöghuset GSW-Hochhaus i Berlin  i rött. Fasaden på Museum Brandhorst i München är klädd med vertikala glaserade stavar i åtta färger, en fasad som absorberar gatuljud och som ger olika färgintryck från olika håll och avstånd. Kontoret var också en tidig förespråkare för energisnåla hus och byggnation med lågt koldioxidutsläpp.
År 2008 vann kontoret första pris i en arkitekttävling för ett huvudkontor för den danska banken FIH Erhvervsbank längst ut på Langelinie i Köpenhamn. I Stockholm har Sauerbruch Hutton ritat höghuset Sthlm 01 i Hammarby sjöstad.

## Verk i urval (arkitektkontorets)
- Stockholm 01, Hammarby sjöstad, Stockholm, 2020
- Huvudkontor för ADAC i München, påbörjat 2006
- Kunstareal i München, områdesgestaltning (tillsammans med konstnären Walter de Maria)
- Kontorshus i Köln för DKV Krankenversicherungs AG, byggt 2008-09
- Museum Brandhorst i München, byggt 2005-08
- Umweltbundesamts (Federala miljövårdsmyndighetens) kontorshus i Dessau, byggt 2001-06
- Polis- och brandstation i Regierungsviertel i Berlin, byggd 2002-04
- Rådhuset i Hennigsdorf i Brandenburg 2002-03
- Bostadsbolaget GSW:s kontorshus i Berlin, byggt 1992-99

## Bildgalleri

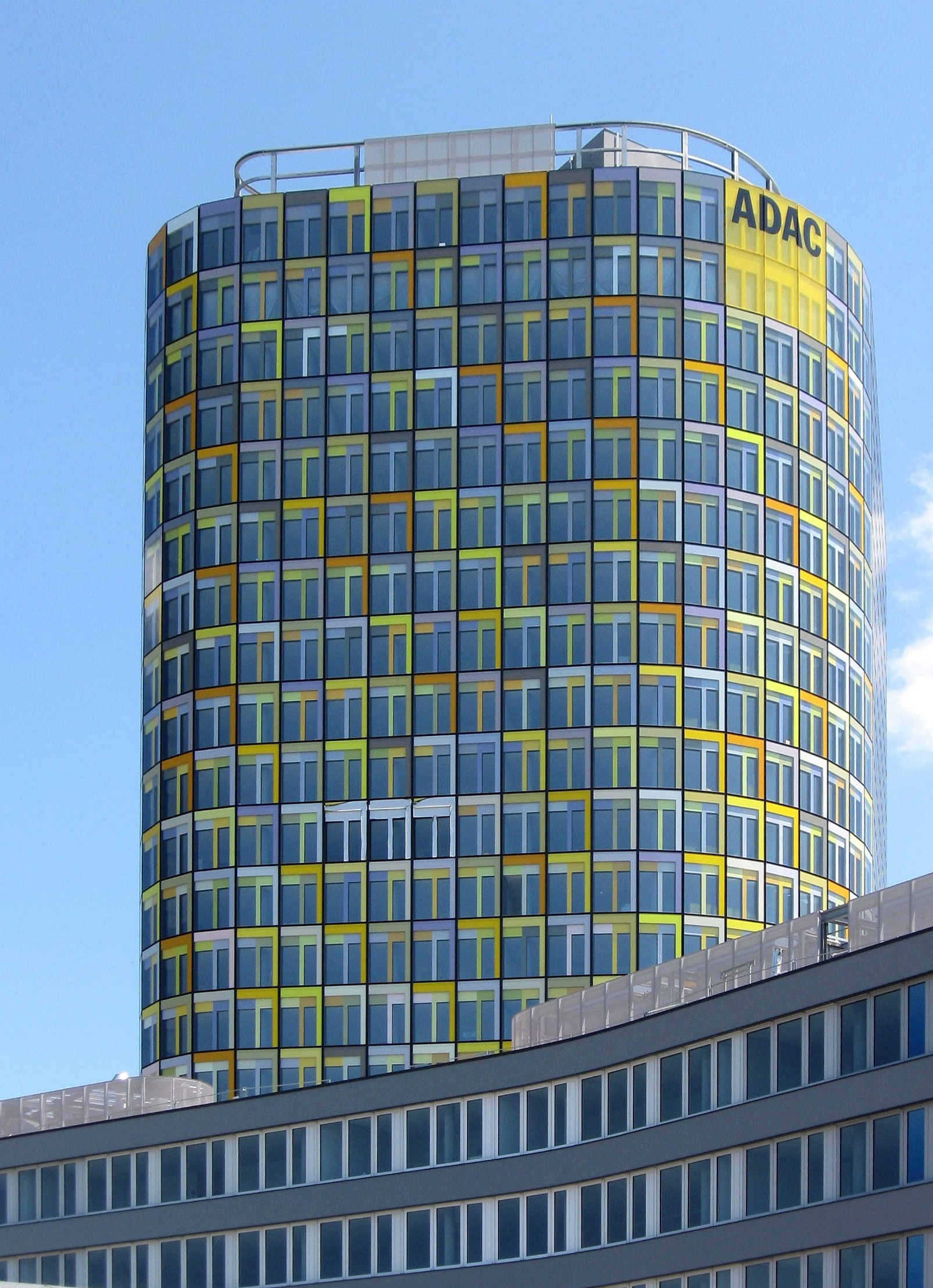
ADAC:s huvudkontor i München i Tyskland
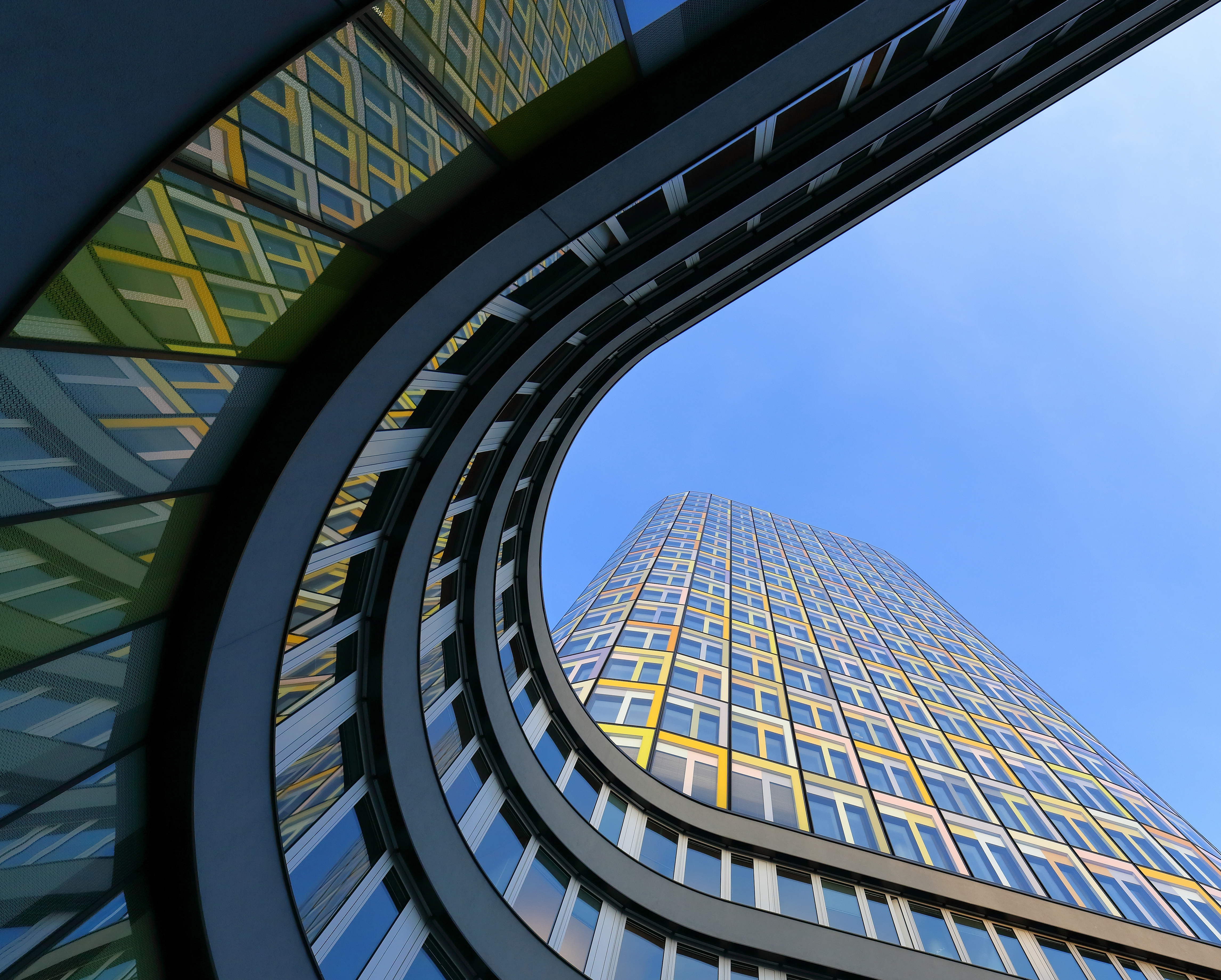
ADAC:s huvudkontor i München i Tyskland
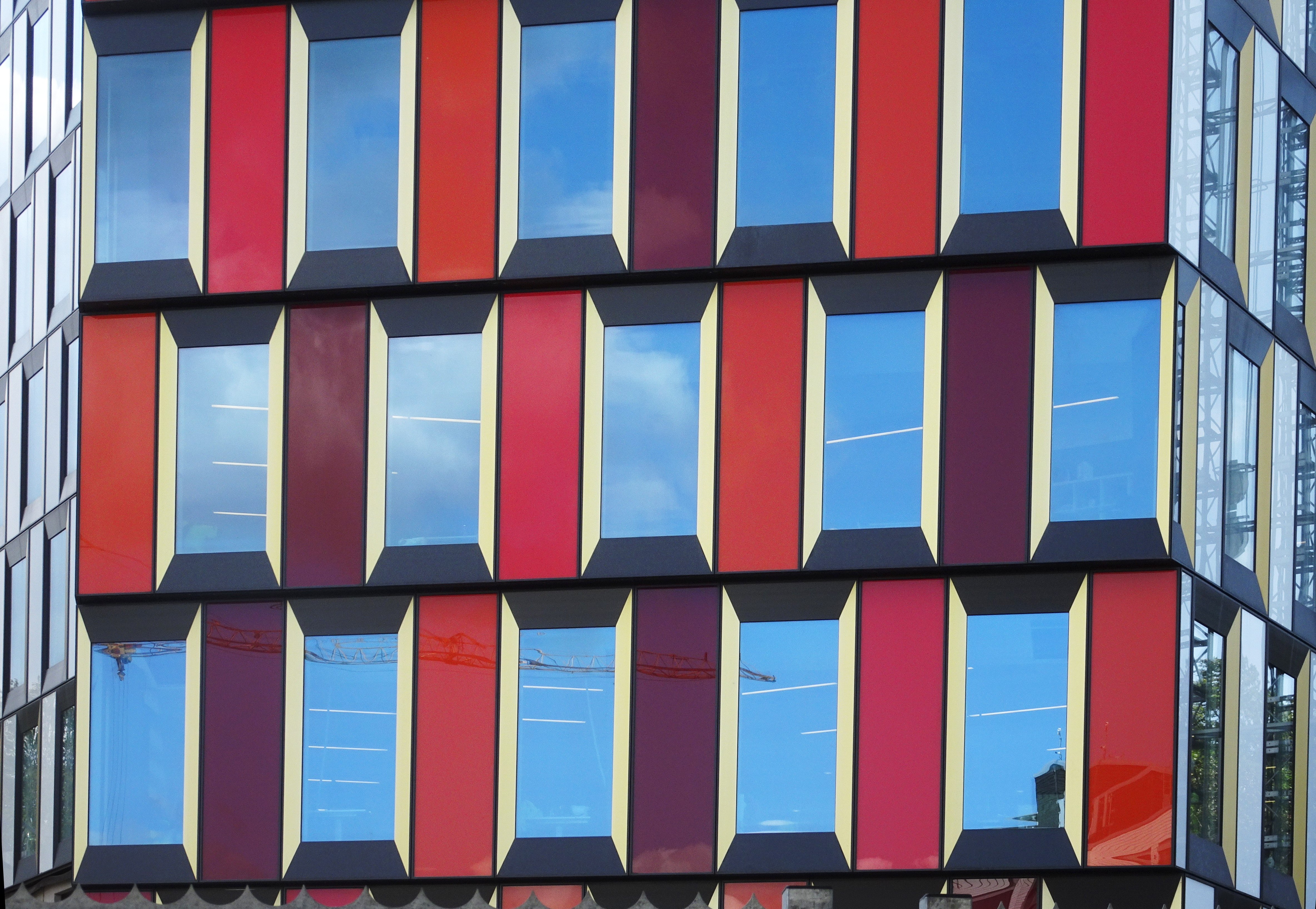
Detaljbild av fasadelement, Stockholm 01
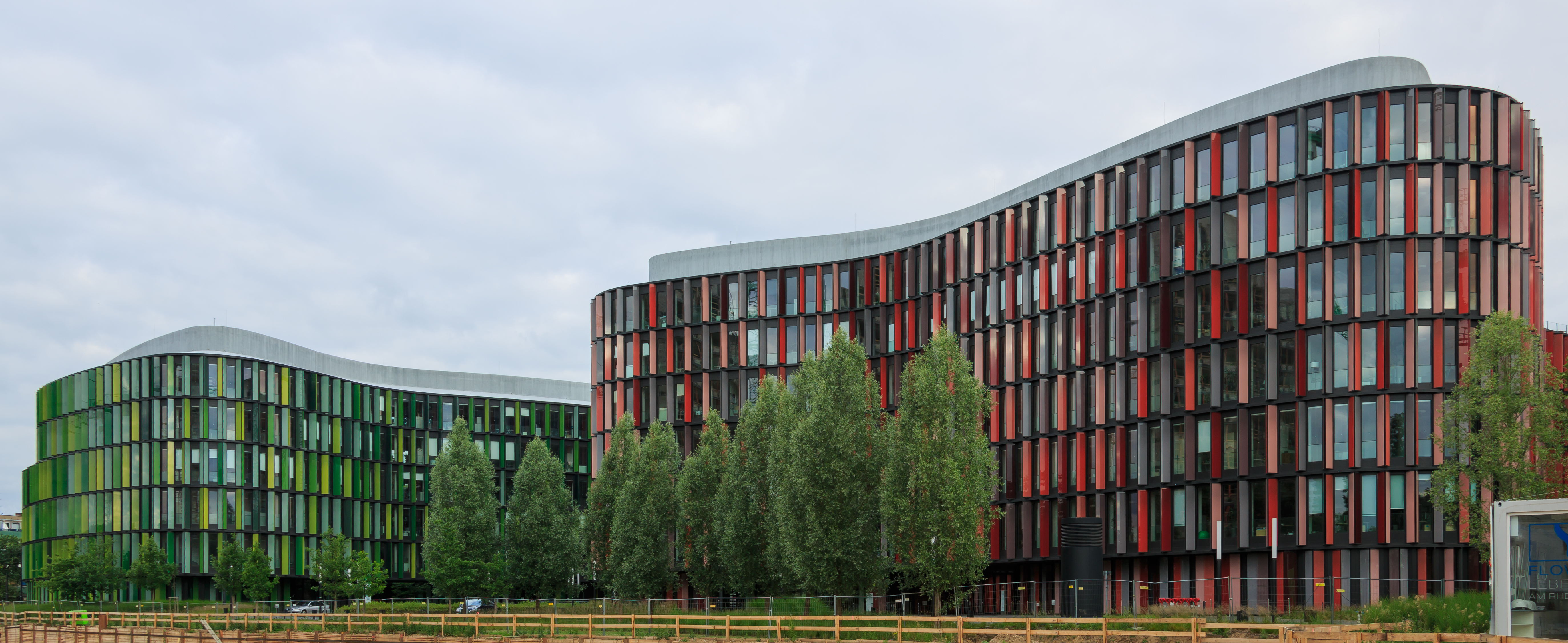
Cologfne Oval Offices, Köln i Tyskland
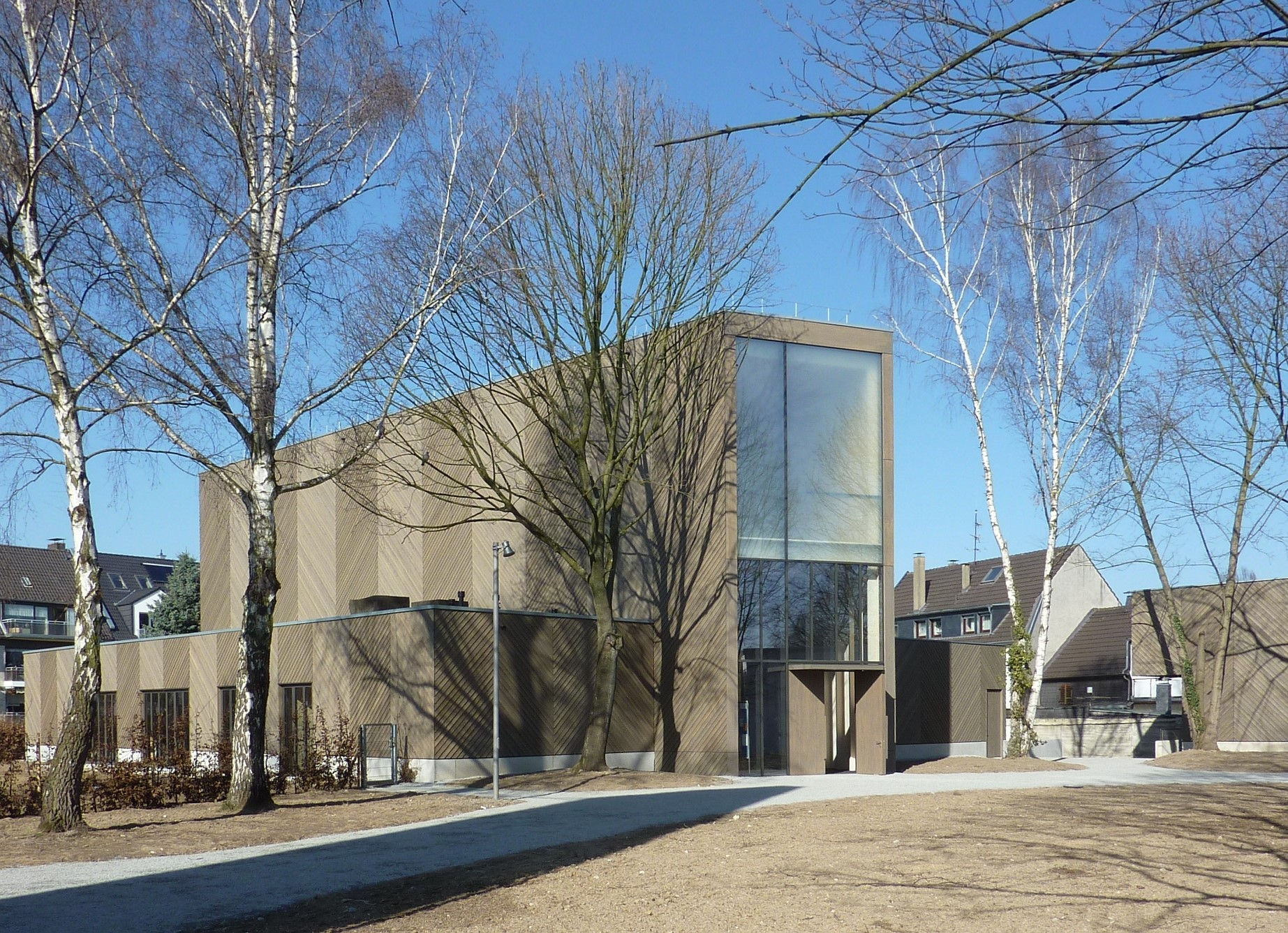
Immanuel-Kirche i Köln-Stammheim